# 拉斯克 (德克薩斯州)
臘斯克（英語：Rusk）是一個位於美國德克薩斯州切羅基縣的縣治。根據2010年美國人口普查，該地共人口5,551人，而該地的面積約為18.80平方千米。

## 地理
臘斯克的座標為31°47′54″N 95°09′00″W / 31.79833°N 95.15000°W，而該地的平均海拔高度為158米（即518英尺）。